# Claudio Lizama
Claudio Mauricio Lizama Villegas (* 21. März 1973 in Santiago de Chile) ist ein ehemaliger chilenischer Fußballspieler. Der Verteidiger gewann die Meisterschaft der Apertura 1997 und absolvierte ein Länderspiel für Chile.

## Spielerkarriere
Claudio Lizama debütierte 1991 für Universidad Católica, für das er bereits auch in der Jugend spielte. Mit dem Klub aus der Hauptstadt gewann er die Copa Interamericana 1994, die Copa Chile 1995 und die Apertura-Meisterschaft 1997. Danach spielte Lizama noch für weitere Klubs in Chile.
Im Ausland war Lizama beim indonesischen Verein Persib Bandung von 2003 bis 2004, wo er auf seine Landsleute Alejandro Tobar, Julio Lopez und Angelo Espinosa traf. Trainiert wurde das Team vom Chilenen Juan Páez, der den Verein vor dem Abstieg rettete. 2005 beendete Lizama seine Karriere in Indonesien bei PSPS Pekanbaru.

## Nationalmannschaft
Claudio Lizama absolvierte ein Länderspiel für Chile. Im Oktober 1995 wurde er beim 2:0-Erfolg im Freundschaftsspiel gegen Kanada für Ronald Fuentes in der 74. Spielminute eingewechselt.

## Erfolge
Universidad Católica
- Chilenischer Meister: 1997-A
- Chilenischer Pokalsieger: 1995
- Copa Interamericana: 1994